# Bez ciemności nie ma snów
Bez ciemności nie ma snów – trzeci album zespołu Sumptuastic. Wydany został 11 września 2006 przez wytwórnię EMI Music Poland.
Album uzyskał status złotej płyty.

## Lista utworów
1. „Bez ciemności nie ma snów”
2. „Opuszczony”
3. „To co ważne”
4. „Gdyby nie ty”
5. „Bliscy nieznajomi”
6. „Marzyciele”
7. „Za jeden uśmiech twój”
8. „Uwolniona”
9. „Rady”
10. „Moje szczęście, ty”
11. „Mój list do nieba”
12. „Ruszam w drogę po puchar”

## Pozycje na listach
| Lista | Kraj   | Pozycja |
| ----- | ------ | ------- |
| OLiS  | Polska | 9       |